# Villa Hills
Villa Hills är en ort i Kenton County i Kentucky. Vid 2020 års folkräkning hade Villa Hills 7 310 invånare.